# Xã Jones, Quận Beltrami, Minnesota
Xã Jones (tiếng Anh: Jones Township) là một xã thuộc quận Beltrami, tiểu bang Minnesota, Hoa Kỳ. Năm 2010, dân số của xã này là 277 người.